# Tell Me Why (canción de Genesis)
«Tell Me Why» (en castellano "Dime Porqué") es una canción del grupo británico Genesis. Aparece por primera vez como la séptima canción de su álbum We Can't Dance de 1991, y posteriormente fue publicada como un sencillo en Europa (noviembre de 1992) y en Inglaterra (febrero de 1993).
Parte de las regalías del sencillo fueron donadas al movimiento Cruz Roja Internacional y a la organización botnia Save the Children. Esto está acorde a las letras de la canción, que expresan rechazo por la hiprocesía hacia los desamparados:

You say there's nothing you can do (Dices que no hay nada que puedas hacer)

Is there one rule for them and one for you? (¿Hay una regla para ellos y una para ti?)

Similar a su canción compañera del álbum "Way of the World", donde también se toca el tema de los desemparados. Phil Collins a su vez, mostró sus preocupaciones similares en la canción "Another Day in Paradise" de 1989.
El tecladista Tony Banks dijo que la canción merecía ser lanzada como sencillo (de la misma forma que Anything She Does cinco años antes), y fue lanzada como el quinto sencillo del álbum. A diferencia de sus predecesores, sin embargo, no fue un éxito comercial, apenas llegando a ocupar un modesto puesto 40 en el ranking del Reino Unido.

## Sencillos
Reflejando la tendencia creciente por los sencillos, "Tell Me Why" fue editada en dos discos separadaos en el Reino Unido. Las dos ediciones tenían un diseño idéntico, y venían con una versión en vivo de Dreaming While You Sleep como lado-B. El primer CD contenía una grabación de Turn It On Again de 1992 como canción exclusiva, mientras que el segundo incluía la versión en vivo completa de Tonight, Tonight, Tonight de 1986.
Las ediciones europeas incluían versiones en vivo de "Mama", "The Brazilian" (las dos grabadas durante la gira de Invisible Touch) y la misma versión del sencillo de la canción "Invisible Touch".
- Datos: Q3646370